# بورصة إندونيسيا
بورصة إندونيسيا هي بورصة مقرها في جاكرتا عاصمة اندونيسيا. كانت تعرف سابقًا باسم بورصة جاكرتا قبل تغيير اسمها في عام 2007 بعد الاندماج في بورصة سورابايا. وفي أكتوبر 2019 أصبح لدى بورصة إندونيسيا 656 شركة مدرجة. وفي ديسمبر 2017 بناءً على رقم التعريف الفردي كان هناك 628346 مستثمرًا محليًا، 51.33% منهممن المستثمرين الأجانب و8.67% من المستثمرين المحليين.

## روابط خارجية
- Otoritas جاسا Keuangan جمهورية اندونيسيا
- PT Bursa Efek إندونيسيا
- بي تي Kliring Penjaminan Efek اندونيسيا
- بي تي Kustodian Sentral Efek اندونيسيا
- بي تي Penilai Harga Efek اندونيسيا
- بورصة اندونيسيا